# Tilda Swinton
Katherine Matilda „Tilda” Swinton (London, 1960. november 5. –) Oscar-díjas, BAFTA-díjas, SAG-jelölt és többszörös Golden Globe-jelölt skót színésznő.

## Fiatalkora
Tilda Swinton Londonban született. Édesanyja, Judith Balfour ausztrál, édesapja, Sir John Swinton skót nemzetiségű volt. Családja a 9. századig tudja visszavezetni családfáját. Tilda a West Heath Girls iskolába járt. 1983-ban diplomázott, majd egy cambridge-i egyetemre került. Szerkesztő volt többek között a Zembla irodalmi magazinnál.

## Pályafutása
1991-ben figyeltek fel rá, amikor Arany Vopitit kapott a II. Edward című filmben nyújtott kiemelkedő alakításáért. További szerepeket vállalt, kisebb díjakat is elnyert, többek között szerepet kapott a Narnia krónikái első részében, majd 2006-ban Golden Globe-ra jelölték a Mélyvíz című filmben nyújtott teljesítményéért. 
2008-ban került újra igazán reflektorfénybe, ugyanis a Michael Claytonban nyújtott alakításáért Oscar-díjjal és BAFTA-díjjal jutalmazták, valamint Golden Globe-díjra is jelölték. Az Oscar-gálán tartott köszönőbeszédében főleg kollégáinak, az Akadémiának és George Clooneynak köszönte meg a díjat.

## Filmográfia

### Film
| Év   | Magyar cím                                                    | Eredeti cím                                                    | Szerep                                       | Magyar hang         |
| ---- | ------------------------------------------------------------- | -------------------------------------------------------------- | -------------------------------------------- | ------------------- |
| 1986 | Caravaggio                                                    | Caravaggio                                                     | Lena                                         | Csere Ágnes         |
| 1986 |                                                               | Egomania – Insel ohne Hoffnung                                 | Sally                                        |                     |
| 1987 | Ária                                                          | Aria                                                           | fiatal lány                                  |                     |
| 1987 |                                                               | Friendship's Death                                             | barátság                                     |                     |
| 1987 | Anglia alkonya                                                | The Last of England                                            | szobalány                                    |                     |
| 1989 |                                                               | Play Me Something                                              | fodrász                                      |                     |
| 1989 | Háborús rekviem                                               | War Requiem                                                    | nővér                                        |                     |
| 1990 | A kert                                                        | The Garden                                                     | Madonna                                      |                     |
| 1991 | II. Edward                                                    | Edward II                                                      | Isabella királyné                            |                     |
| 1991 |                                                               | The Party: Nature Morte                                        | Queenie                                      |                     |
| 1992 | Orlando                                                       | Orlando                                                        | Orlando                                      |                     |
| 1993 | Blue                                                          | Blue                                                           | narrátor (hangja)                            |                     |
| 1993 | Wittgenstein                                                  | Wittgenstein                                                   | Lady Ottoline Morrell                        |                     |
| 1994 | A gyorsuló idő nyomában                                       | Remembrance of Things Fast: True Stories Visual Lies           | ismeretlen szerep                            |                     |
| 1996 | Női romlottság                                                | Female Perversions                                             | Eve Stephens                                 | Kiss Eszter         |
| 1997 |                                                               | Conceiving Ada                                                 | Ada Byron King                               |                     |
| 1999 | Hadszíntér                                                    | The War Zone                                                   | Anya                                         | Básti Juli          |
| 1999 |                                                               | The Protagonists                                               | színésznő                                    |                     |
| 2000 | A part                                                        | The Beach                                                      | Sal                                          | Kiss Eszter         |
| 2000 | Lehetséges világok                                            | Possible Worlds                                                | Joyce                                        |                     |
| 2001 | Mélyvíz                                                       | The Deep End                                                   | Margaret Hall                                | Agócs Judit         |
| 2001 | Vanília égbolt                                                | Vanilla Sky                                                    | Rebecca Dearborn                             | Kiss Mari           |
| 2002 | Adaptáció                                                     | Adaptation                                                     | Valerie Thomas                               |                     |
| 2002 |                                                               | Teknolust                                                      | Rosetta / Ruby / Marinne / Olive             |                     |
| 2003 | Az ítélet                                                     | The Statement                                                  | Annemarie Livi                               | Majsai-Nyilas Tünde |
| 2003 | Young Adam                                                    | Young Adam                                                     | Ella Gault                                   | Nagy-Kálózy Eszter  |
| 2005 | Constantine, a démonvadász                                    | Constantine                                                    | Gabriel                                      | Kiss Eszter         |
| 2005 | Hervadó virágok                                               | Broken Flowers                                                 | Penny                                        | Solecki Janka       |
| 2005 | Ujj-függő                                                     | Thumbsucker                                                    | Audrey Cobb                                  | Bertalan Ágnes      |
| 2005 | Narnia Krónikái: Az oroszlán, a boszorkány és a ruhásszekrény | The Chronicles of Narnia: The Lion, the Witch and the Wardrobe | Jadis, fehér boszorkány                      | Básti Juli          |
| 2006 | Stephanie Daley                                               | Stephanie Daley                                                | Lydie Crane                                  | Orosz Anna          |
| 2007 |                                                               | Faceless                                                       | narrátor (hangja)                            |                     |
| 2007 | A londoni férfi                                               | The Man from London                                            | Camélia (Maloin felesége)                    |                     |
| 2007 | Michael Clayton                                               | Michael Clayton                                                | Karen Crowder                                | Nagy-Kálózy Eszter  |
| 2008 |                                                               | Julia                                                          | Julia                                        |                     |
| 2008 | Narnia Krónikái: Caspian herceg                               | The Chronicles of Narnia: Prince Caspian                       | Jadis, fehér boszorkány                      | Básti Juli          |
| 2008 | Égető bizonyíték                                              | Burn After Reading                                             | Katie Cox                                    | Nagy-Kálózy Eszter  |
| 2008 | Benjamin Button különös élete                                 | The Curious Case of Benjamin Button                            | Elizabeth Abbott                             | Bertalan Ágnes      |
| 2009 | Az irányítás határai                                          | The Limits of Control                                          | szőke nő                                     | Pupos Tímea         |
| 2009 | Szerelmes lettem                                              | Io sono l'amore                                                | Emma Recchi                                  |                     |
| 2010 | Narnia Krónikái: A Hajnalvándor útja                          | The Chronicles of Narnia: The Voyage of the Dawn Treader       | Jadis, fehér boszorkány                      | Básti Juli          |
| 2011 | Beszélnünk kell Kevinről                                      | We Need to Talk About Kevin                                    | Eva Khatchadourian                           |                     |
| 2012 | Holdfény királyság                                            | Moonrise Kingdom                                               | Ügyintézőnő                                  | Söptei Andrea       |
| 2013 | Halhatatlan szeretők                                          | Only Lovers Left Alive                                         | Eve                                          |                     |
| 2013 | Snowpiercer – Túlélők viadala                                 | Snowpiercer                                                    | Mason                                        | Bertalan Ágnes      |
| 2013 | A zéró elmélet                                                | The Zero Theorem                                               | Dr Shrink-Rom                                | Farkasinszky Edit   |
| 2014 | A Grand Budapest Hotel                                        | The Grand Budapest Hotel                                       | Madame D.                                    | Fabó Györgyi        |
| 2015 | Kész katasztrófa                                              | Trainwreck                                                     | Dianna                                       | Pokorny Lia         |
| 2015 | Vakító napfényben                                             | A Bigger Splash                                                | Marianne                                     | Kiss Eszter         |
| 2016 | Ave, Cézár!                                                   | Hail, Caesar!                                                  | Thora Thacker / Thessaly Thacker             | Kiss Eszter         |
| 2016 | Doctor Strange                                                | Doctor Strange                                                 | Ősmágus                                      | Kiss Eszter         |
| 2017 |                                                               | Okja                                                           | Lucy Mirando / Nancy Mirando                 |                     |
| 2017 |                                                               | War Machine                                                    | német politikus                              |                     |
| 2018 | Kutyák szigete                                                | Isle of Dogs                                                   | Orákulum (hangja)                            | Kiss Eszter         |
| 2018 | Sóhajok                                                       | Suspiria                                                       | Dr. Klemperer / Madame Blanc / Helena Markos | Kiss Eszter         |
| 2019 | Szuvenír                                                      | The Souvenir                                                   | Rosalind                                     |                     |
| 2019 | Bosszúállók: Végjáték                                         | Avengers: Endgame                                              | Ősmágus                                      | Kiss Eszter         |
| 2019 | A holtak nem halnak meg                                       | The Dead Don't Die                                             | Zelda Winston                                | Kiss Eszter         |
| 2019 | Csiszolatlan gyémánt                                          | Uncut Gems                                                     | Anne (hangja)                                |                     |
| 2019 | David Copperfield rendkívüli élete                            | The Personal History of David Copperfield                      | Betsey Trotwood                              | Bertalan Ágnes      |
| 2020 | Az utolsó és az első emberek                                  | Last and First Men                                             | narrátor                                     |                     |
| 2021 |                                                               | The Souvenir Part II                                           | Rosalind                                     |                     |
| 2021 | A Francia Kiadás                                              | The French Dispatch                                            | J.K.L. Berensen                              | Kiss Eszter         |
| 2021 |                                                               | Memoria                                                        | Jessica Holland                              |                     |
| 2022 | Háromezer év vágyakozás                                       | Three Thousand Years of Longing                                | Dr. Alithena Binnie                          | Kiss Eszter         |
| 2022 | Pinokkió                                                      | Pinocchio                                                      | Kék tündér (hangja)                          | Kiss Eszter         |
| 2023 |                                                               | Problemista                                                    | Elizabeth                                    |                     |
| 2023 | Asteroid City                                                 | Asteroid City                                                  | Dr. Hickenlooper                             | Kiss Eszter         |
| 2023 | A gyilkos                                                     | The Killer                                                     | A szakértő                                   | Kiss Eszter         |
| 2024 |                                                               | The End                                                        | Anya                                         |                     |
| 2024 | A szomszéd szoba                                              | The Room Next Door                                             | Martha / Michelle                            |                     |

Egyéb filmek
| Év   | Cím                                                 | Szerep            | Megjegyzések                                       |
| ---- | --------------------------------------------------- | ----------------- | -------------------------------------------------- |
| 1986 | Caprice                                             | Lucky             | rövidfilm                                          |
| 1988 | Cycling the Frame                                   | kerékpáros        | rövidfilm                                          |
| 1988 | Degrees of Blindness                                | ismeretlen szerep | rövidfilm                                          |
| 1988 | L'Ispirazione                                       | ismeretlen szerep | rövidfilm                                          |
| 2005 | Absent Presence                                     | operátor          | rövidfilm                                          |
| 2007 | Sleepwalkers                                        | hegedűs           | rövidfilm                                          |
| 2007 | Strange Culture                                     | Hope Kurtz        | dokumentumfilm                                     |
| 2008 | Derek                                               | narrátor (hangja) | dokumentumfilm író és vezető producer              |
| 2011 | Genevieve Goes Boating                              | narrátor (hangja) | rövidfilm                                          |
| 2016 | The Seasons in Quincy:Four Portraits of John Berger | önmaga            | dokumentumfilm társrendező, író és vezető producer |
| 2018 | La voz humana                                       | nő                | rövidfilm Pedro Almodóvar rendezésében             |
| 2023 | All Kinds of Love                                   | ismeretlen szerep | rövidfilm                                          |
| 2023 | Some Thoughts on the Common Toad                    | narrátor          | rövidfilm                                          |

### Televízió
| Év   | Magyar cím                      | Eredeti cím                                              | Szerep             | Megjegyzések                              |
| ---- | ------------------------------- | -------------------------------------------------------- | ------------------ | ----------------------------------------- |
| 1986 |                                 | Zastrozzi, A Romance                                     | Julia              | minisorozat (4 epizód)                    |
| 1990 |                                 | Your Cheatin' Heart                                      | Cissie Crouch      | minisorozat (6 epizód)                    |
| 1992 |                                 | Screenplay                                               | Ella / Max Gericke | 1 epizód                                  |
| 1992 |                                 | Shakespeare: The Animated Tales                          | Ophelia (hangja)   | 1 epizód                                  |
| 1994 |                                 | Visions of Heaven and Hell                               | narrátor           | dokumentumfilm                            |
| 1998 | Ördögi szerelem                 | Love Is the Devil: Study for a Portrait of Francis Bacon | Muriel Belcher     | tévéfilm                                  |
| 2005 |                                 | The Somme                                                | narrátor (hangja)  | dokumentumfilm                            |
| 2006 |                                 | Galápagos                                                | narrátor (hangja)  | 3 epizód                                  |
| 2012 | Meg-boldogulni                  | Getting On                                               | Elke               | 1 epizód                                  |
| 2013 |                                 | When Björk Met Attenborough                              | narrátor (hangja)  | dokumentumfilm                            |
| 2019 | Hétköznapi vámpírok – A sorozat | What We Do in the Shadows                                | Tilda              | 1 epizód                                  |
| 2021 | Mi lenne, ha…?                  | What If...?                                              | Ősmágus (hangja)   | - 1 epizód - magyar hangja: - Kiss Eszter |
| 2024 |                                 | Fantasmas                                                | Víz                | - 1 epizód                                |
| 2024 | A fiúk                          | The Boys                                                 | Ambrosius hangja   | - 3 epizód                                |

## Fontosabb díjak és jelölések
Oscar-díj
- 2008 – Díj a legjobb női mellékszereplő kategóriában (Michael Clayton)

Golden Globe-díj
- 2002 – Jelölés a legjobb női főszereplő – filmdráma kategóriában (Mélyvíz)
- 2008 – Jelölés a legjobb női mellékszereplő kategóriában (Michael Clayton)
- 2012 – Jelölés a legjobb női főszereplő – filmdráma kategóriában (Beszélnünk kell Kevinről)
- 2025 – Jelölés a legjobb női főszereplő – filmdráma kategóriában (A szomszéd szoba)

BAFTA-díj
- 2008 – Díj a legjobb női mellékszereplő kategóriában (Michael Clayton)
- 2009 – Jelölés a legjobb női mellékszereplő kategóriában (Égető bizonyíték)
- 2012 – Jelölés a legjobb női főszereplő kategóriában (Beszélnünk kell Kevinről)

További díjak és jelölések
- SAG-jelölés (2008 – Michael Clayton)
- Broadcast Film Kritikusok díja jelölés (2008 – Michael Clayton)
- Kansas Város Film Kritikusok díja (2008 – Michael Clayton)
- London Film Kritikusok díja jelölés (2008 – Michael Clayton)
- Online Film Kritikusok díja jelölés (2008 – Michael Clayton)
- Vancouver Film Kritikusok díja (2008 -Michael Clayton)
- Chicago Film Kritikusok díja jelölés (2007 – Michael Clayton)
- Dallas Film Kritikusok díja (2007 – Michael Clayton)
- Satellite díj jelölés (2007 – Michael Clayton/Stephaine Daley)
- Saturn díj jelölés (2006 – Narnia Krónikái: Az oroszlán, a boszorkány és a ruhásszekrény)